# Glochidion pubescens
Glochidion pubescens là một loài thực vật có hoa trong họ Diệp hạ châu. Loài này được Zipp. ex Span. mô tả khoa học đầu tiên năm 1841.